# The groovy Sound of music
The groovy Sound of music is een studioalbum van Gary Burton. Het album is opgenomen in de geluidsstudio A van RCA Victor in New York. Burton (tracks 2, 4, 6) en Gary McFarland (rest) arrangeerden liedjes uit de musical The sound of music naar jazz. Alle basismuziek is gecomponeerd door Richard Rodgers en Oscar Hammerstein II. Burton lichtte destijds toe dat hij de musical nog nooit gezien had (hij hield niet van het genre), maar liefhebber was van de muziek.

## Musici
- Gary Burton – vibrafoon
- Phil Woods – altsaxofoon, klarinet
- Joe Puma – gitaar
- Steve Swallow – basgitaar
- Bob Brookmeyer – trombone
- Joe Hunt, Ed Shaughnessy - drumstel

## Muziek
| Nr. | Titel                      | Duur |
| --- | -------------------------- | ---- |
| 1.  | Climb ev'ry mountain       | 4:50 |
| 2.  | Maria                      | 3:34 |
| 3.  | An ordinary couple         | 4:50 |
| 4.  | My favourite things        | 5:55 |
| 5.  | Sixteen going on seventeen | 4:30 |
| 6.  | Do-Re-Mi                   | 3:50 |
| 7.  | Edelweiss                  | 3:03 |
| 8.  | The sound of music         | 5:27 |